# 阿亨湖畔埃本
阿亨湖畔埃本是奥地利蒂罗尔州施瓦茨县的一个市镇。总面积196.56平方公里，总人口2763人，人口密度14.1人/平方公里（2005年）。